# Willy Birgel

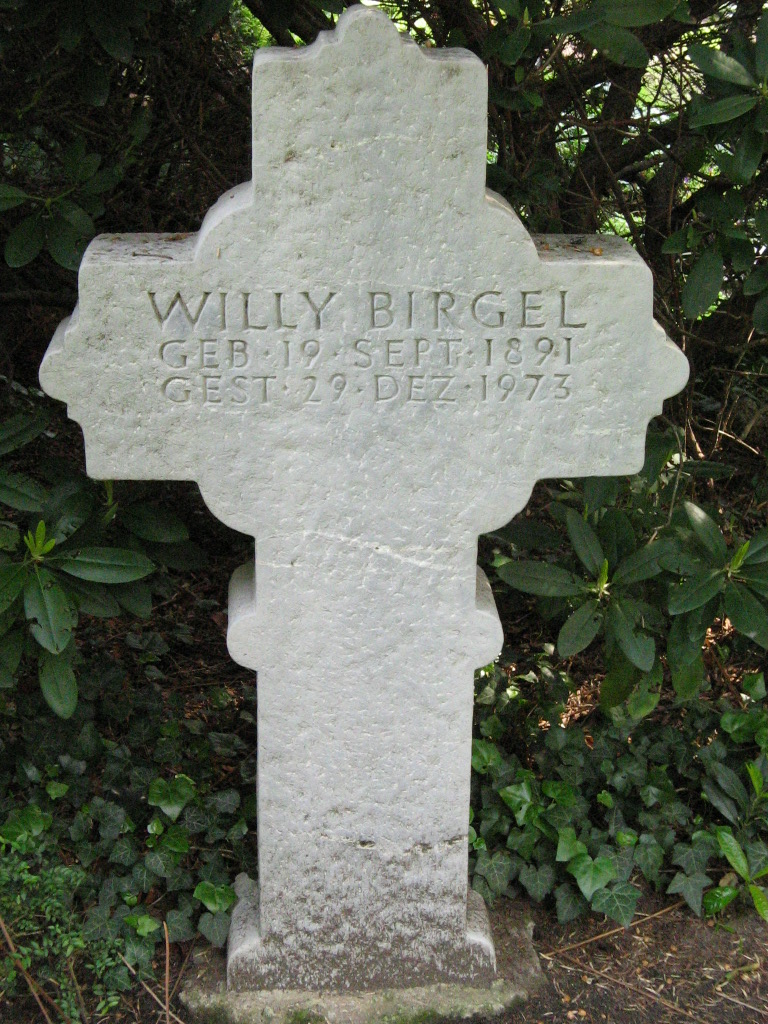
Tumba de Wilhelm Birgel

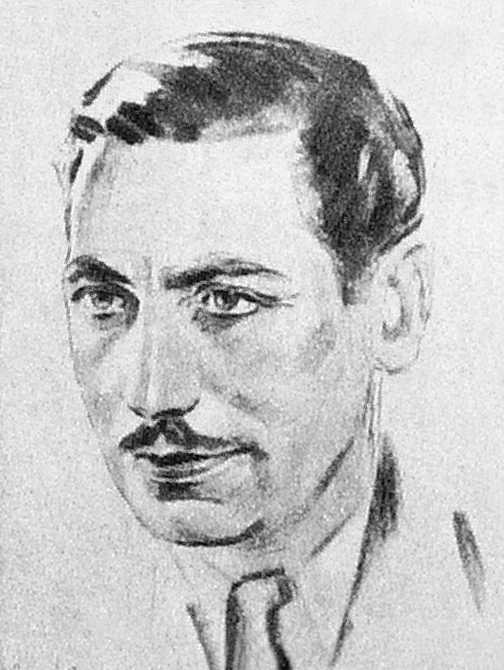
Willy Birgel en 1938

Willy Birgel (Colonia, 18 de septiembre de 1891–Dübendorf, 29 de diciembre de 1973) fue un actor teatral, cinematográfico y televisivo alemán.

## Biografía
Nacido en Colonia, Alemania, su nombre completo era Wilhelm Maria Birgel. Era el mayor de los seis hijos de un orfebre empleado de la Catedral de Colonia. Birgel fue aprendiz con su padre, y en su juventud estuvo muy influenciado por la mística católica. También recibió influencias de libros como Monna Vanna, de Maurice Maeterlinck, que le hizo interesarse por el teatro. Siguió cursos de arte en la Kunstgewerbeschule de Colonia, así como en Düsseldorf, y en 1912-1913 estudió en la escuela del Theater Heimatstadt de Colonia. A la siguiente temporada actuó en la Ópera de Bonn. El año siguiente fue contratado por el Palais Branconi de Dessau, volviendo a Bonn en la temporada 1914-1915, y actuando posteriormente en Colonia y Coblenza. 
Birgel participó en la Primera Guerra Mundial en 1916, y se licenció con el empleo de oficial. Luchó en Serbia y Francia. Willy Birgel retomó su carrera teatral en 1919 en el Theater Aachen, en Aquisgrán, donde permaneció hasta 1924, bajo dirección de Francesco Sioli. Después formó parte del elenco del Nationaltheater de Mannheim hasta 1934, cuando obtuvo un gran éxito con los papeles de Fausto y Mefistófeles en Fausto, de Goethe, al igual que con su papel de Franz Moor en Los bandidos, de Friedrich von Schiller. También fue Hamlet y Ricardo III.
En el cine, Willy Birgel fue conocido tras actuar en 1934 en Ein Mann will nach Deutschland, de Paul Wegener. Interpretó papeles de personajes maduros y seductores, obteniendo una gran popularidad entre el público femenino. Se le aplaudió por su trabajo en Fürst Woronzeff, y a lo largo de su carrera trabajó con intérpretes de la talla de Zarah Leander, Gustaf Gründgens o Heinrich George.
Fue nombrado Artista del Estado en 1937 por el ministro de propaganda Goebbels, y actuó en filmes propagandísticos como Unternehmen Michael (1937), Feinde (1940) o Kameraden (1941). Interpretó en 1941 Reitet für Deutschland, de Arthur Maria Rabenalt, película sobre la vida del campeón olímpico Carl-Friedrich von Langen (1887-1934), obteniendo el Gran Premio de Europa y la aprobación del régimen. Este film fue prohibido por la República Democrática de Alemania, y Birgel fue temporalmente apartado de su actividad interpretativa por los vencedores de la guerra.
Birgel consiguió de nuevo el éxito en 1947 gracias a la cinta Zwischen gestern und morgen. En los años 1950 fue uno de los actores cinematográficos alemanes de mayor fama, pasando a encarnar figuras paternales y caballeros galantes y encantadores de la vieja escuela. 
Tras un fracasado intento como director cinematográfico en 1955, Birgel volvió a centrarse en el teatro. En 1961 fue el Doctor en la pieza teatral Andorra, de Max Frisch, representada en el Schauspielhaus Zürich.
Desde principios de los años 1960, Birgel trabajó también para la televisión. Una de sus últimas actuaciones para la gran pantalla llegó con el film de Peter Schamoni Schonzeit für Füchse.
Willy Birgel falleció en 1973 a causa de una insuficiencia cardiaca en Dübendorf, Suiza. Fue enterrado en el Cementerio Melaten, en su natal Colonia. Se había casado con Carola Cajetan y Charlotte Michael y acabó divorciado de las dos.

## Filmografía
- 1934 : Ein Mann will nach Deutschland
- 1934 : Fürst Woronzeff
- 1935 : Barcarole
- 1935 : Das Mädchen Johanna
- 1935 : Einer zuviel an Bord
- 1935 : Schwarze Rosen
- 1936 : Schlußakkord
- 1936 : Verräter
- 1936 : Ritt in die Freiheit
- 1937 : Menschen ohne Vaterland
- 1937 : Unternehmen Michael
- 1937 : Fanny Elssler
- 1937 : Zu neuen Ufern
- 1938 : Verklungene Melodie
- 1938 : Geheimzeichen LB 17
- 1938 : Der Fall Deruga
- 1938 : Der Blaufuchs
- 1939 : Hotel Sacher
- 1939 : Der Gouverneur
- 1939 : Maria Ilona
- 1939 : Kongo-Expreß
- 1940 : Feinde
- 1940 : Das Herz der Königin
- 1941 : …reitet für Deutschland
- 1941 : Kameraden
- 1942 : Der dunkle Tag
- 1942 : Diesel
- 1943 : Du gehörst zu mir
- 1944 : Der Majoratsherr
- 1944 : Ich brauche Dich
- 1944 : Musik in Salzburg
- 1945 : Die Brüder Noltenius
- 1947 : Zwischen gestern und morgen
- 1948 : Im Tempel der Venus
- 1950 : Vom Teufel gejagt
- 1951 : Das ewige Spiel
- 1951 : Wenn die Abendglocken läuten
- 1952 : Mein Herz darfst Du nicht fragen
- 1952 : Heidi
- 1953 : Der Kaplan von San Lorenzo
- 1953 : Sterne über Colombo
- 1954 : Die Gefangene des Maharadscha
- 1954 : Konsul Strotthoff
- 1954 : Rittmeister Wronski
- 1955 : Ein Mann vergißt die Liebe
- 1955 : Heidi und Peter
- 1955 : Die Toteninsel
- 1955 : Rosenmontag (también director)
- 1956 : Rosen für Bettina
- 1956 : Johannisnacht
- 1956 : Ein Herz kehrt heim
- 1956 : Zwischen Zeit und Ewigkeit
- 1956 : Die Heilige und ihr Narr
- 1957 : Familie Schölermann (serie TV)
- 1957 : Frauenarzt Dr. Bertram
- 1958 : Liebe kann wie Gift sein
- 1958 : Le belissime gambe di Sabrina
- 1958 : Der Priester und das Mädchen
- 1959 : Geliebte Bestie
- 1959 : Arzt aus Leidenschaft
- 1959 : Wenn die Glocken hell erklingen
- 1961 : Frau Cheneys Ende
- 1962 : Romanze in Venedig
- 1964 : Ein Sarg aus Hongkong
- 1964 : Andorra (TV)
- 1966 : Agent 505 – Todesfalle Beirut
- 1966 : Schonzeit für Füchse
- 1967 : Der Kreidegarten (TV)
- 1968 : Der Meteor (TV)
- 1968 : Sommersprossen
- 1969 : Die Fee (TV)
- 1969 : Sind wir das nicht alle? (TV)
- 1971 : Professor Sound und die Pille (TV)
- 1971 : Glückspilze (TV)

## Premios
- 1949: Premio Schiller de la ciudad de Mannheim
- 1960: Premio Bambi
- 1964: Deutscher Filmpreis: Filmband in Gold
- 1966: Deutscher Filmpreis: Filmband in Gold a su trayectoria
- 1972: Premio Grillparzer-Anillo de la ciudad de Viena